# Березово (Микряковское сельское поселение)
Березово (горномар. Кугилӓнсола) — деревня в Горномарийском районе Марий Эл, в составе Микряковского сельского поселения.

## Географическое положение
Деревня Березово расположена на правом берегу речки Берёзовая, впадающей в реку Сумка, в 1 км от деревни Митряево и 3,7 км от деревни Малиновка Вторая.

## История
Марийское название переводится как «Деревня с березняком».
Деревня Березово в XVI—XVIII веках являлась составной частью большой деревни-общины Крайняя Шошмара (Третья Шошмара)
Начиная с 1797 года деревня входила в состав Емангашской волости Васильсурского уезда Нижегородской губернии, в 1924—1931 годах — в составе Шешмарского района Юринского кантона, в 1931—1959 годах — Крайне-Шешмарского сельсовета Еласовского района, с 1959 года была административным центром Березовского сельсовета Горномарийского района. В настоящее время в составе Микряковского сельского поселения.
В годы коллективизации в 1931 году в деревне был организован колхоз имени Ворошилова. После Великой Отечественной войны он был переименован в колхоз «Маяк».
Основными занятиями местных жителей были земледелие, животноводство и подсобные промыслы.

## Население
| 2002 | 2010 | 2013 | 2014 |
| ---- | ---- | ---- | ---- |
| 74   | ↘71  | ↗84  | ↘80  |

По состоянию на 1 января 2001 года в деревне был 31 двор.